# Aktion gegen den Hunger

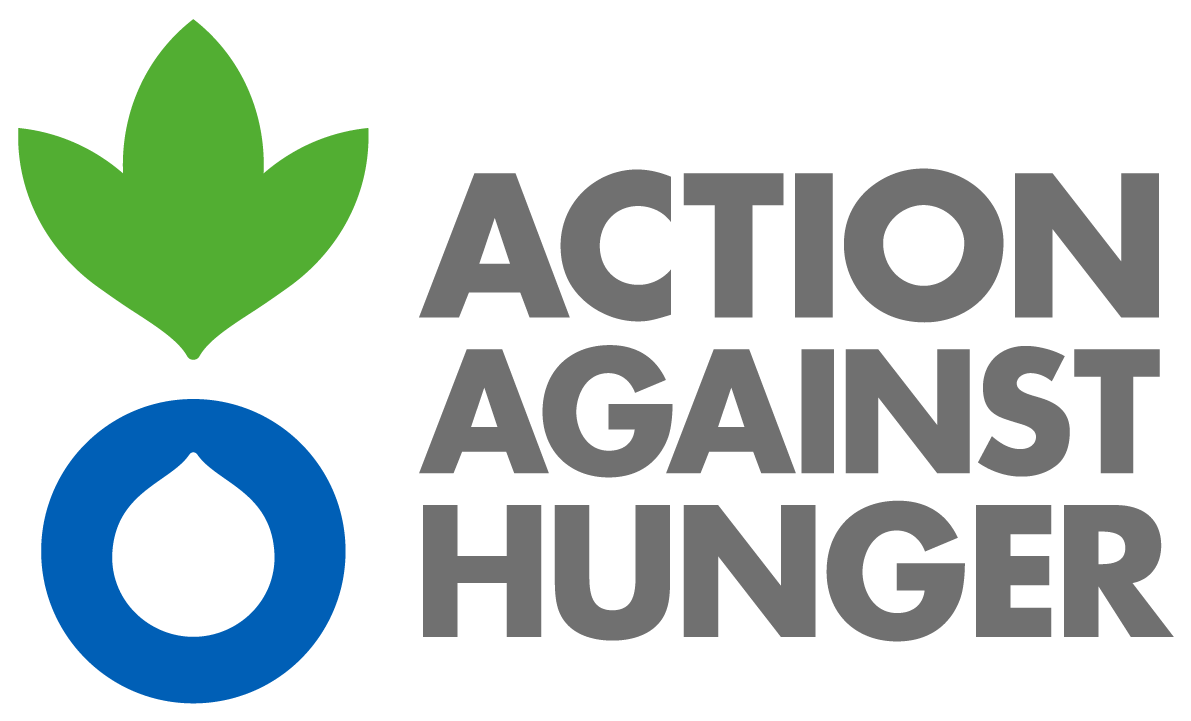
Logo

Aktion gegen den Hunger ist die deutsche Sektion der internationalen humanitären Hilfsorganisation Action Contre la Faim (ACF International).
Hauptziel ist der Kampf gegen Mangelernährung und Hunger. Die internationalen Programme zielen darauf ab, unterernährte Kinder vor dem Hungertod zu retten, Zugang zu sicherem Trinkwasser einzurichten und nachhaltige Lösungen gegen den Hunger zu schaffen. Laut internationalem Jahresbericht war die Organisation im Jahr 2017 in 46 Ländern tätig und erreichte mehr als 20 Millionen Menschen.
Die Spendeneinnahmen und Zuwendungen von institutionellen Gebern beliefen sich im selben Jahr auf mehr als 412 Millionen Euro. Die Organisation hat Hauptgeschäftsstellen in Frankreich, Spanien, Großbritannien, den USA, Kanada, Italien und Deutschland und beschäftigt weltweit etwa 7.900 Mitarbeiter.

## Geschichte
Die Organisation wurde 1979 in Frankreich von französischen Intellektuellen als Antwort auf den Krieg in Afghanistan gegründet. Zu den Gründern zählten unter anderem Jacques Attali, Françoise Giroud, Marek Halter, Bernard-Henri Lévy, Guy Sorman, Jean-Christophe Victor sowie weitere Schriftsteller, Journalisten und Ärzte.

„Es ist November 1979, als eine von der Hungersnot in Afghanistan und Pakistan schockierte Gruppe von Intellektuellen eine Pressekonferenz organisiert, um die Öffentlichkeit und indirekt die französischen Behörden wachzurütteln. Die Initiatoren sind Bernard-Henri Lévy, Jacques Attali, Françoise Giroud, Marek Halter und Jean-Christophe Victor. Wenn diese Schriftsteller und Intellektuellen zu dieser Zeit nicht so populär gewesen wären, hätten sie die Medien vielleicht nicht weiter beachtet. So aber setzten sie einen Prozess in Gang.“

Der Nobelpreisträger in Physik Alfred Kastler wurde erster Präsident der Organisation.

## Aufgabenfelder der Organisation
Die Organisation widmet sich folgenden Aufgabenfeldern:
Ernährung
Die internationalen Programme der Organisation verfolgen das Ziel, Mangel- und Unterernährung zu bekämpfen. Bei akuten Krisen unterstützt Aktion gegen den Hunger die Betroffenen mit Nahrungsmittelhilfen. Unter anderem versorgt die Organisation mangelernährte Kinder mit Mehlspeisen, die mit Vitaminen angereichert wurden. Neben der stationären und ambulanten Behandlung unterernährter Kinder zählen dazu auch Präventionsprogramme. Betroffene Regionen und Länder werden von der Organisation langfristig unterstützt, um die Ernährungsgrundlagen der gefährdeten Bevölkerung nachhaltig zu sichern.
Wasser und Hygiene
Die Organisation betreibt Programme, um Zugang zu sicherem Trinkwasser zu schaffen, unter anderem durch den Bau von Brunnen und die Installation von Handpumpen. Gleichzeitig werden sanitäre Einrichtungen installiert oder renoviert und die Hygiene gefördert, damit die Verbreitung von Krankheiten wie Cholera, Durchfall oder Ruhr eingedämmt werden kann. Beispielsweise verteilt Aktion gegen den Hunger Seifen, um die Hygiene zu fördern.
Nothilfe
Bei humanitären und Naturkatastrophen sendet die Organisation Nothilfe-Teams in die betroffenen Gebiete. Die Bevölkerung wird bei Bedarf mit Notunterkünften, sauberem Wasser, Nahrung und Hygieneprodukten versorgt. Dafür werden global Vorräte an strategisch wichtigen Punkten gelagert. In Gebieten, in denen ein erhöhtes Risiko von Naturkatastrophen besteht, bereitet Aktion gegen den Hunger die Bevölkerung mit Trainings auf Krisensituationen vor.
Lebensgrundlagen
Die Organisation implementiert Programme zur Nahrungsmittelsicherung, um zukünftige Ausbrüche von Mangelernährung und Hungersnöten zu vermeiden. Bei der Planung der Programme werden u. a. Geographie, Klima und politische Verhältnisse berücksichtigt. Die Gemeinden vor Ort werden in die Planung miteinbezogen.
Öffentlichkeitsarbeit
Die Organisation setzt sich dafür ein, dass der Kampf gegen den Hunger auch durch politische Entscheidungen auf nationaler, regionaler und internationaler Ebene unterstützt wird.

## Lauf gegen den Hunger
Seit dem Jahr 2015 findet jährlich auch in Deutschland der „Lauf gegen den Hunger“ statt. Dieser wird weltweit in acht Ländern organisiert. Schüler laufen für den guten Zweck. Sie suchen sich im Vorfeld Paten, die pro gelaufener Runde einen festen Spendenbetrag zusagen. Mit den weltweiten Einnahmen werden Projekte von Aktion gegen den Hunger unterstützt. Jedes Jahr steht ein anderes Land im Fokus. Mitarbeiter der Organisation halten in den Schulen Vorträge, um über Hunger und Mangelernährung aufzuklären. Am Beispiel des jeweiligen Fokuslandes wird die Arbeit der Organisation und die Lebensweisen vor Ort vorgestellt.

## Human Rights Film Festival Berlin
Im September 2018 fand in Berlin zum ersten Mal das „Human Rights Film Festival Berlin“ statt. Das Dokumentarfilmfestival wurde von Aktion gegen den Hunger ausgerichtet. Schirmherr der ersten Edition war der Künstler und Menschenrechtsaktivist Ai Weiwei. Insgesamt wurden 25 Filme in 40 Vorführungen gezeigt. Mehr als die Hälfte davon waren ausverkauft. Thematisch standen Flucht und Migration im Fokus. An den Filmgesprächen und Podiumsdiskussionen beteiligten sich Filmschaffende sowie Vertreter anderer Nichtregierungsorganisationen wie z. B. Amnesty International, International Rescue Committee und Handicap International. Zu den Mitgliedern des Festival-Kuratoriums gehörten die Journalistin und Autorin Grit Lemke, die ehemalige Direktorin des One World-Filmfestivals in Prag Hana Kulhánková, der Regisseur und Direktor der Filmakademie Baden-Württemberg Thomas Schadt sowie der Autor und Filmemacher Valentin Thurn.

## Projektländer
Im Jahr 2017 unterstützte Aktion gegen den Hunger Menschen in 46 Ländern:
Afrika
Ägypten, Äthiopien, Burkina Faso, Demokratische Republik Kongo, Dschibuti, Elfenbeinküste, Kamerun, Kenia, Liberia, Madagaskar, Malawi, Mali, Mauretanien, Niger, Nigeria, Senegal, Sierra Leone, Simbabwe, Somalia, Südsudan, Tschad, Uganda, Zentralafrikanische Republik
In Nigerias Borno-Region wurde die Organisation im September 2019 für unerwünscht erklärt, nachdem sich die Behörden überzeugt zeigten, dass die Aktivisten von „Aktion gegen Hunger“ Terrorgruppen mit Nahrung und Medizin versorgt hatten.
Asien
Afghanistan, Bangladesch, Indien, Indonesien, Kambodscha, Myanmar, Nepal, Pakistan, Philippinen
Europa
Georgien, Ukraine
Lateinamerika
Bolivien, Guatemala, Haiti Kolumbien, Nicaragua, Peru
Naher Osten
Besetzte Palästinensergebiete, irakisches Kurdistan, Jemen, Jordanien, Libanon, Syrien

## Sonstige Aktivitäten und Kooperationen
Seit 2018 ist Aktion gegen den Hunger neben weiteren NGOs Unterstützer der deutschen Denkfabrik für humanitäre Hilfe, Centre for Humanitarian Action.